# Little Paulie Germani
Paul „Little Paulie” Germani (n. cca. 1967) este un personaj fictiv din seria televizată de mare succes Clanul Soprano. Este interpretat de Carl Capotorto.